# غاردنر مكاي
غاردنر مكاي (بالإنجليزية: Gardner McKay)‏ هو فنان ومصور وممثل أمريكي، ولد في 10 يونيو 1932 في نيويورك في الولايات المتحدة، وتوفي في 21 نوفمبر 2001 في Hawaiʻi Kai, Hawaii ‏ في الولايات المتحدة بسبب سرطان البروستاتا.

## وصلات خارجية
- غاردنر مكاي على موقع IMDb (الإنجليزية)
- غاردنر مكاي على موقع أول موفي (الإنجليزية)
- غاردنر مكاي على موقع قاعدة بيانات الأفلام السويدية (السويدية)
- غاردنر مكاي على موقع إن إن دي بي (الإنجليزية)
- غاردنر مكاي على موقع قاعدة بيانات الفيلم (الإنجليزية)